# Francesco Pisante
Francesco Pisante (Napoli, 1804 – Napoli, 1889) è stato un incisore, disegnatore e pittore italiano.

## Biografia
Abile bulinista e buon disegnatore, fu il continuatore della scuola di incisione napoletana accademica fino al tardo Ottocento. Insegnò incisione all'Accademia di Belle Arte dal 1849 fino all'anno della sua morte.
Collaborò con più di 70 incisioni alla realizzazione del libro Usi e costumi di Napoli e contorni descritti e dipinti di Francesco De Bourcard..

## Opere
- Francesco Pisante, Nicolò Zingarelli / Costanzo Angelini dipinse ; Francesco Pisante incise, OCLC 693046653, SBN NAP0530891.

Dal ritratto di Niccola Zingarelli, opera di Costanzo Angelini conservata nel Museo di San Martino di Napoli alla relativa incisione del Pisante:

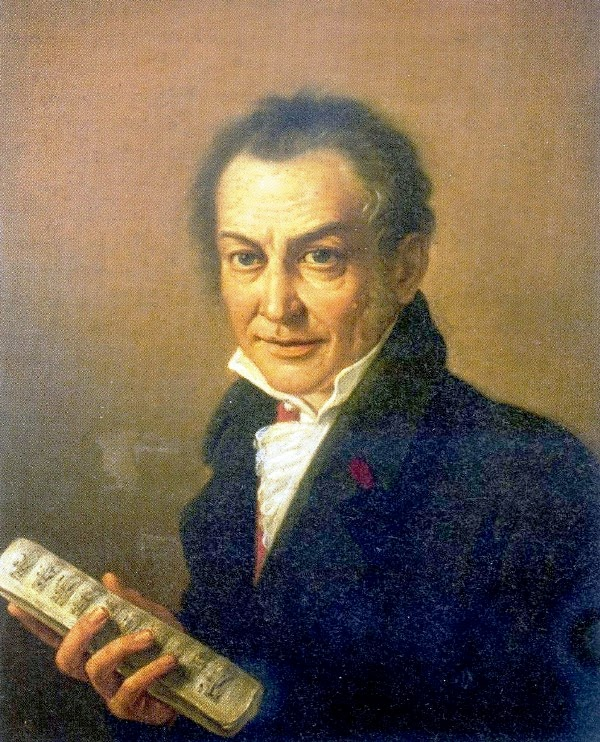
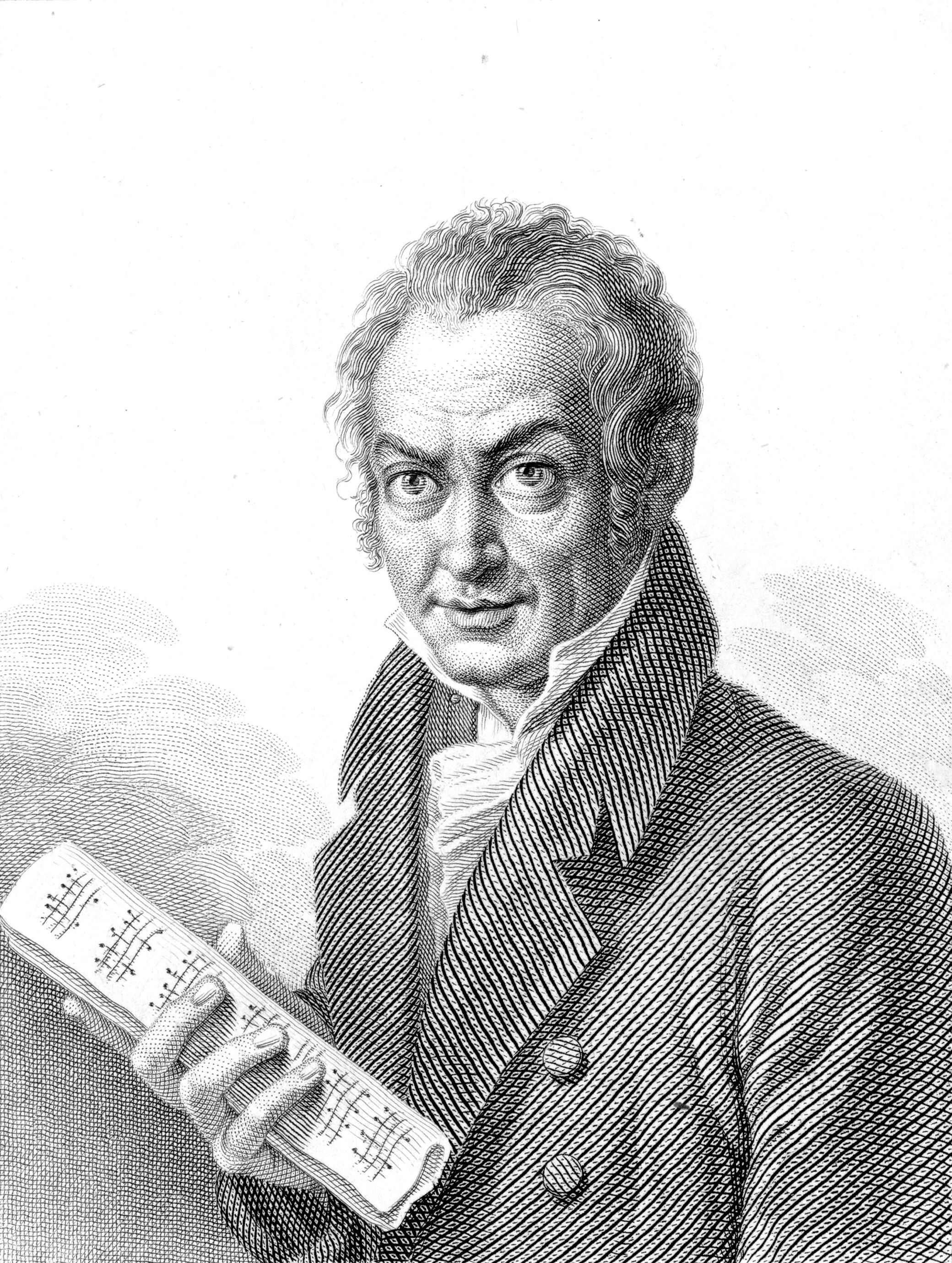

- Francesco Pisante, Cav. Giuseppe Cammarano / Pisanti fig. dis. ; F. Pisanti inc, SBN NAP0543561.

Qui invece è del Pisante sia il disegno che l'incisione relative al ritratto di Giuseppe Cammarano
- Francesco Pisante, Alberto Thorwaldsen / Riepenhausen dis. 1810 ; Pisante inc, SBN NAP0636957.

Il ritratto di Bertel Thorvaldsen inciso dal Pisante è tratto da un disegno di Johannes Riepenhausen
- Francesco Pisante, Busto di pontefice (Pio 9.?), 1883, SBN NAP0531037.
- Francesco Pisante, Monsignore Angelo Antonio Scotti, arcivescovo di Tessalonica, prefetto della Biblioteca reale di Napoli, precettore dei reali principi cc. : nato in Procida 8 febbraio 1786 morto in Napoli 6 maggio 1845 / F. Pisante inc, 1845, SBN NAP0545328.
- Francesco Pisante, Busto di pontefice (Pio 9.?), 1883, SBN NAP0531037.
- Francesco Pisante, Donizetti / Stabile dis. ; Pisanti inc, SBN NAP0631825.
- Francesco Pisante, La panca dell'acquaiuolo / Mattei dis. ; F. P. inc, SBN NAP0632723.

Una delle numerose tavole realizzate per Usi e costumi di Napoli e contorni descritti e dipinti del De Bourcard. Qui sotto con altre incisioni da disegni del Mattei:

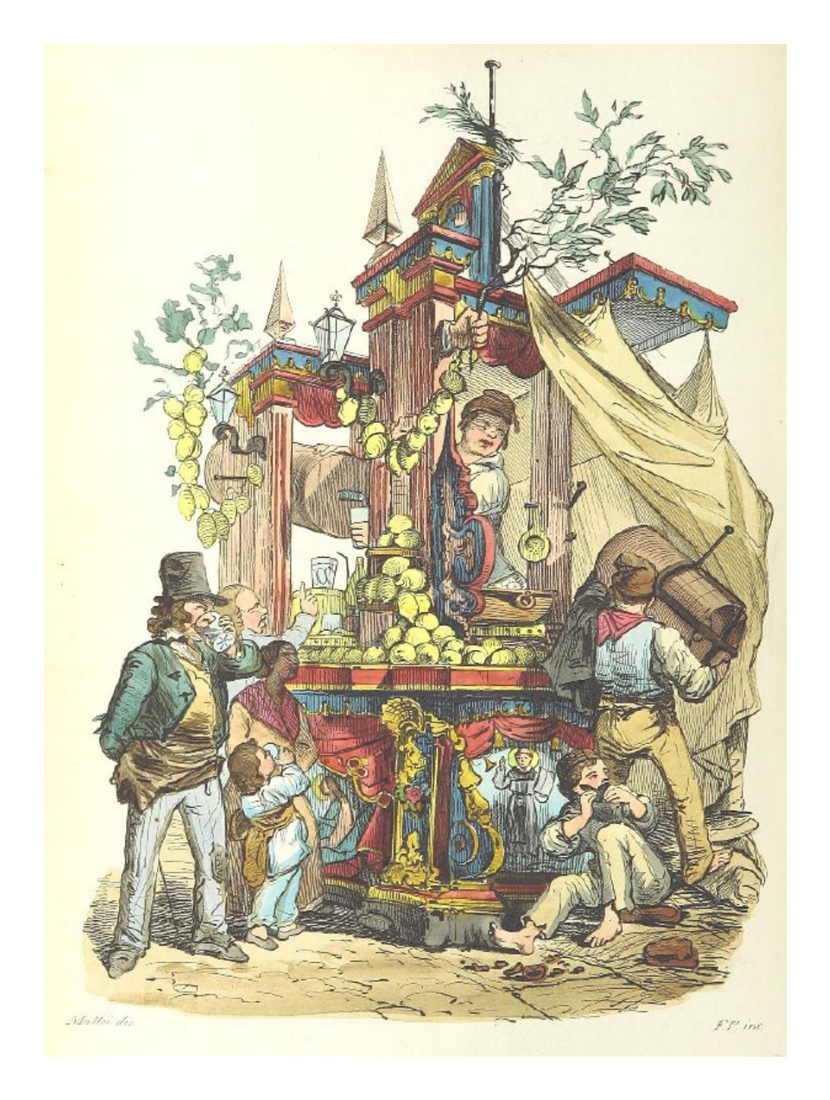
La panca dell'acquaiolo (1853)
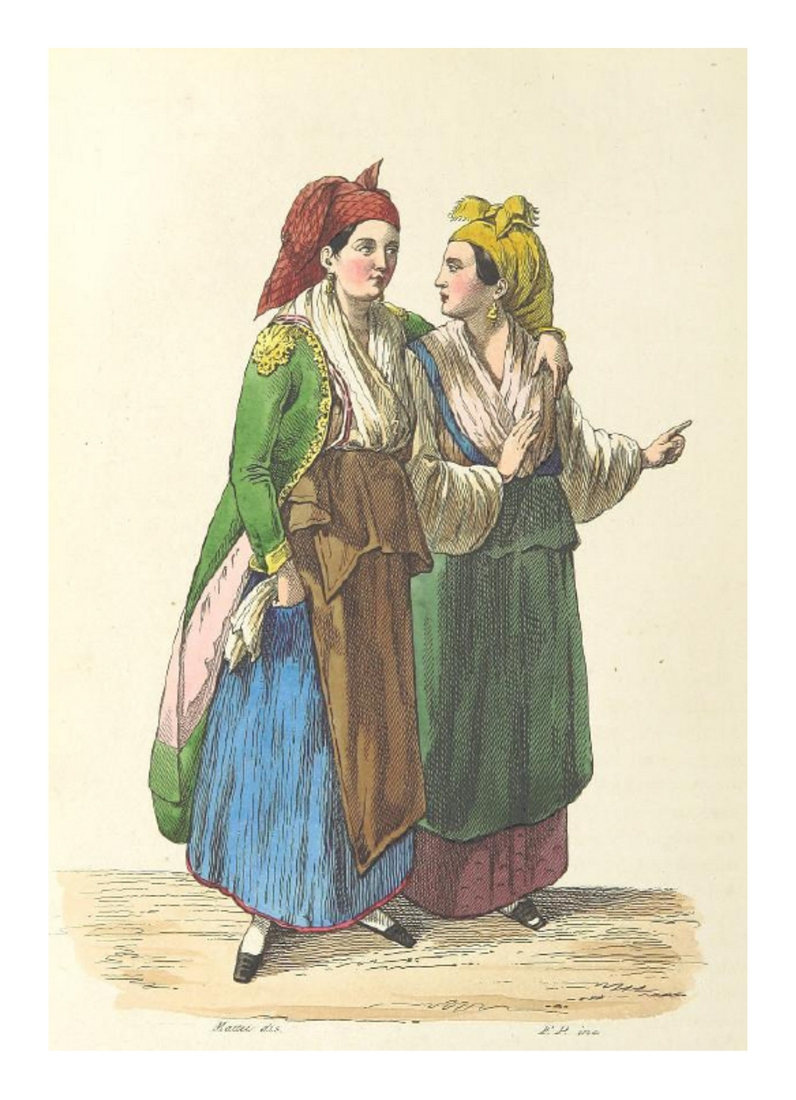
1853, Le donne di Procida (1853)
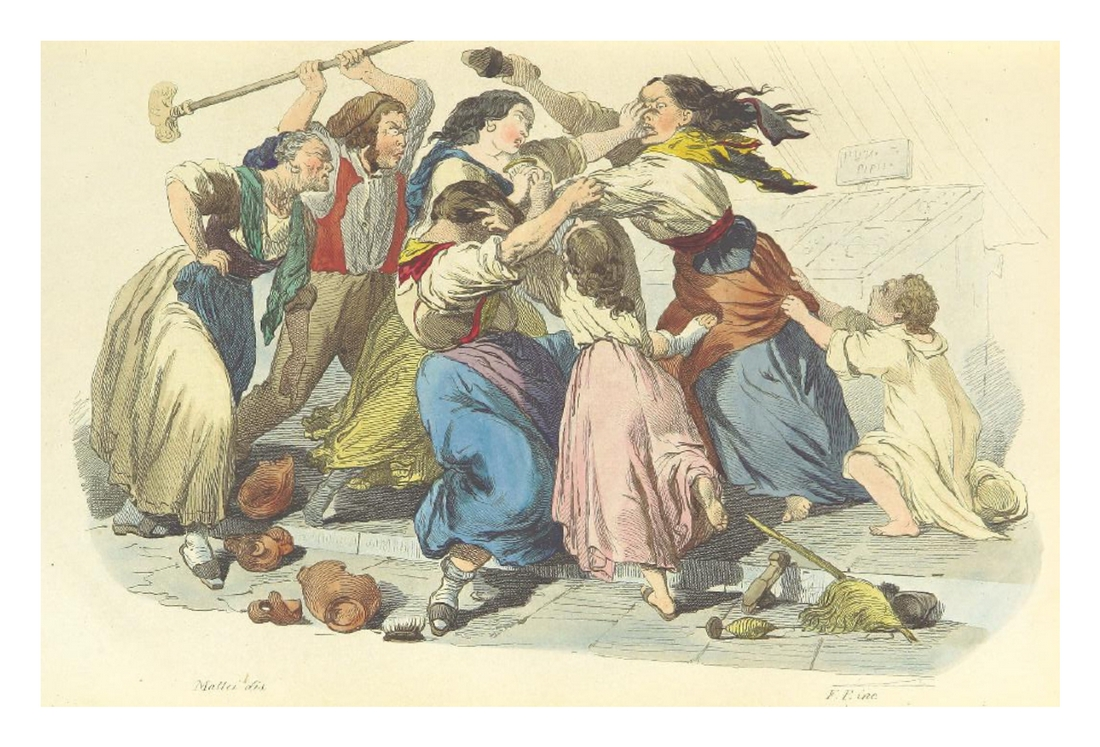
Rissa di donne (1858)

Oltre alle più di settanta incisioni realizzate per le tavole del libro citato ha firmato in qualità di direttore anche altri lavori incisi dal suo allievo Carlo Martorana. Ecco degli esempi:

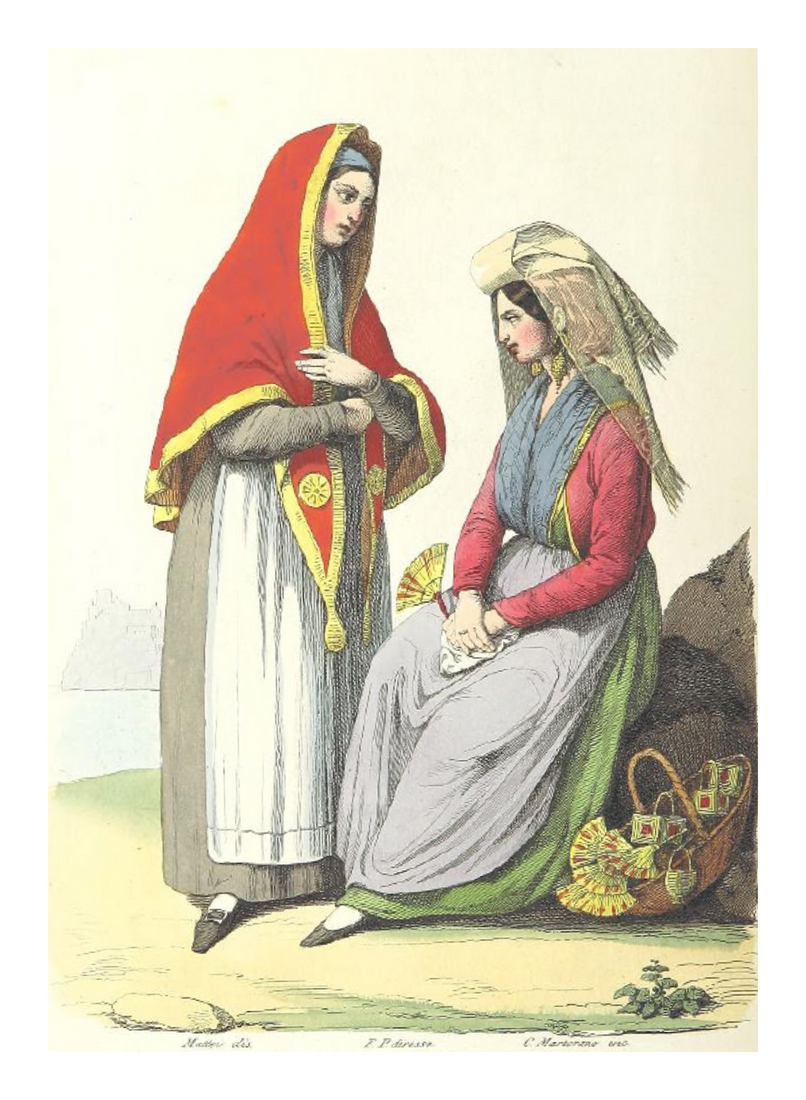
Le donne d'Ischia (disegno P.Mattei
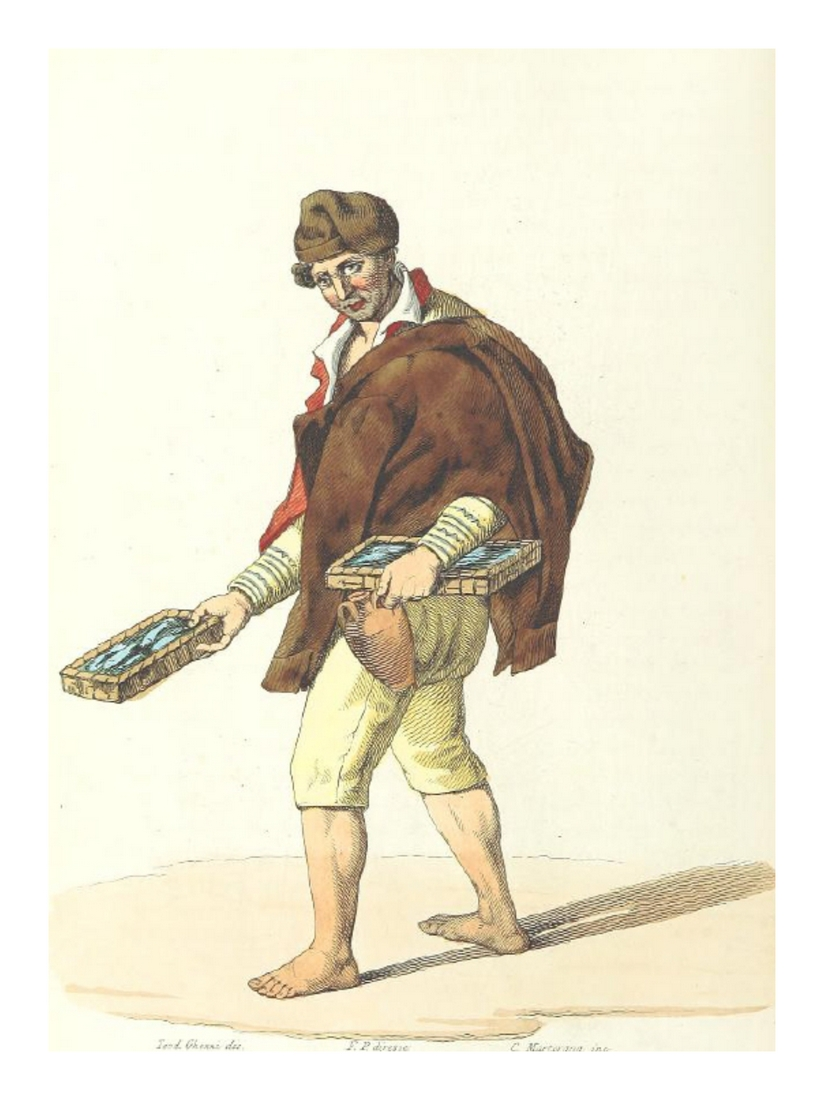
Il pescivendolo (disegno T. Ghezzi)
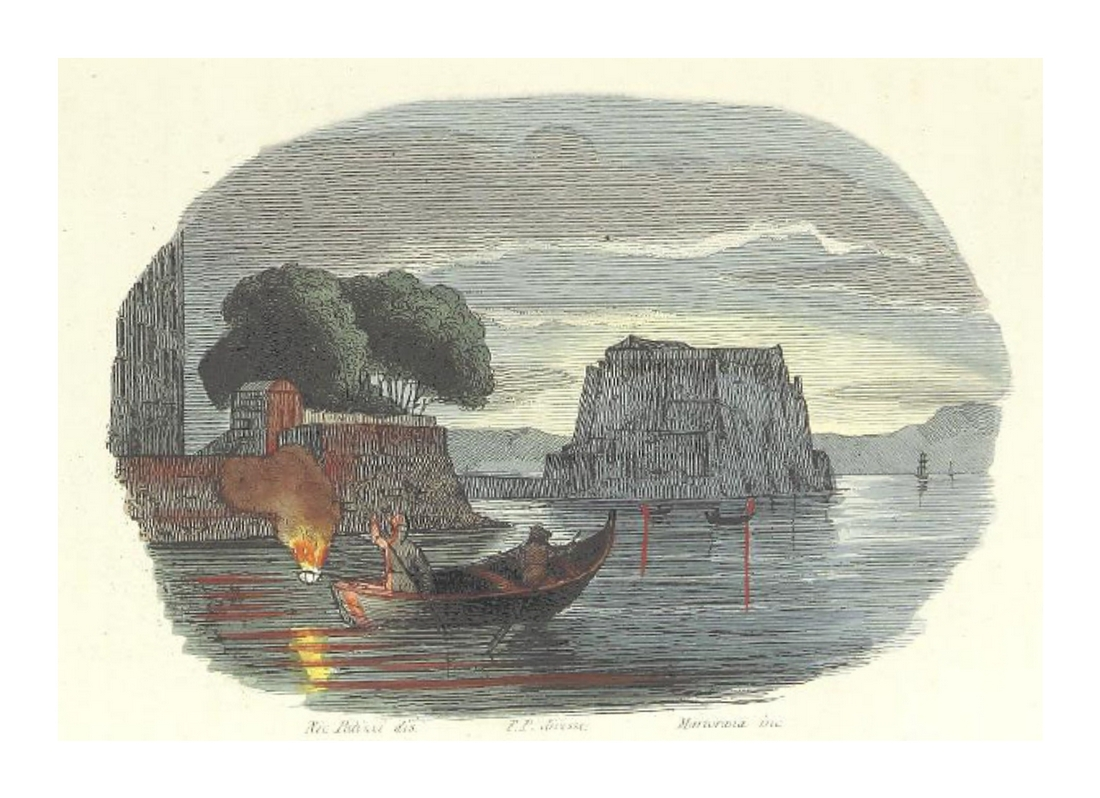
1853, La pesca di sera, (disegno N.Palizzi)
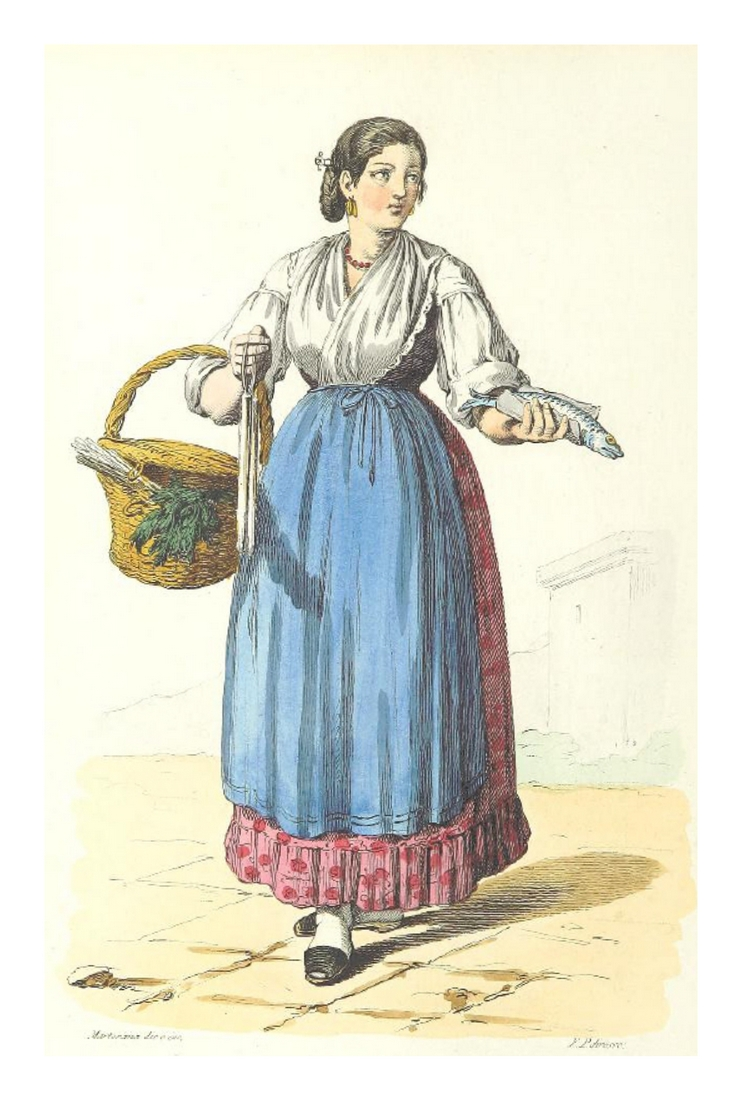
La serva, (disegno C.Martorana)

- Francesco Pisante, L'Omnibus pittoresco. Opera con figure incise in rame ... Le incisioni son qui dirette dal signor Francesco Pisante condizioni .., Internet Archive, 1838, SBN NAP0544838.
- Francesco Pisante, Real Museo borbonico. 12, Napoli, Stamperia Reale, 1839, OCLC 955752666.
- Francesco Pisante, Real Museo borbonico. 13, Napoli, Stamperia Reale, 1843, OCLC 955753361.
- Francesco Pisante, Real Museo borbonico. 14, Napoli, Stamperia Reale, 1852, OCLC 955753383.